# Euxoa millieri
Euxoa millieri är en fjärilsart som beskrevs av Berce 1870. Euxoa millieri ingår i släktet Euxoa och familjen nattflyn. Inga underarter finns listade i Catalogue of Life.